# Szkło uranowe

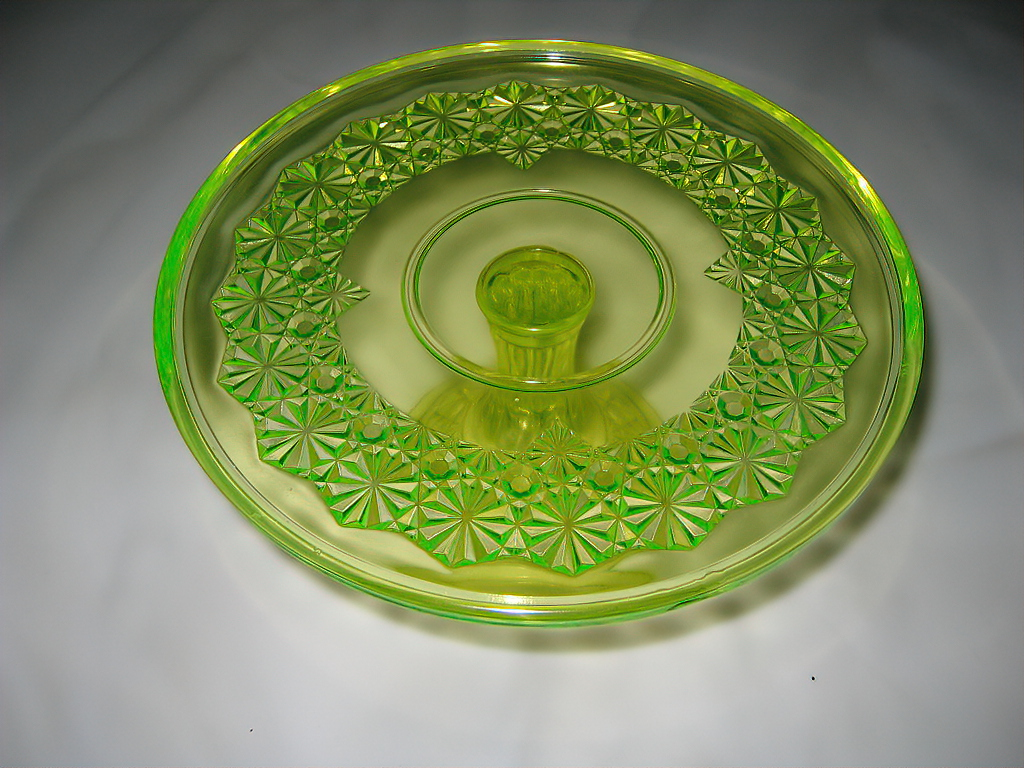
Patera ze szkła uranowego

Szkło uranowe – szkło z domieszką związków uranu, takich jak dwuuranian sodowy (Na2U2O7) lub tlenki uranu, użytych w charakterze barwnika. Zawartość związków uranu w szkle uranowym zwykle wynosi około 2–3%, choć w niektórych XIX-wiecznych wyrobach dochodziła do 25%.
Dawniej szkło uranowe wykorzystywano do produkcji zastawy stołowej i przedmiotów codziennego użytku.
W końcu lat czterdziestych XX wieku popularność szkła uranowego raptownie spadła z powodu skojarzeń z bronią atomową i strachu przed promieniowaniem. Był to strach całkowicie nieuzasadniony, ponieważ niewielka aktywność promieniotwórcza wyrobów ze szkła uranowego nie stanowiła zagrożenia dla zdrowia. Na zaprzestanie masowej produkcji wpłynęło także ograniczenie dostępności uranu w okresie zimnej wojny. Współcześnie szkło barwi się uranem tylko okazjonalnie. Starsze wyroby ze szkła uranowego spotykane są w muzeach oraz są poszukiwane przez kolekcjonerów.

## Wygląd
Czyste (bez dodatkowych barwników) szkło uranowe zwykle przyjmuje barwy od żółtej do zielonej, w zależności od stopnia utlenienia i stężenia jonów uranu. Szkło uranowe wykazuje silną fluorescencję w świetle ultrafioletowym.
Można je zahartować w wysokiej temperaturze, powodując częściową krystalizację, w wyniku czego przechodzi do postaci nieprzezroczystej o barwie białej. Ze względu na podobieństwo do wazeliny, ten rodzaj szkła uranowego nazywany jest szkłem wazelinowym.
Istnieje również jasnozielona, nieprzezroczysta odmiana tego szkła, nazywana chryzoprazem ze względu na podobieństwo do minerału o tej samej nazwie.

## Historia

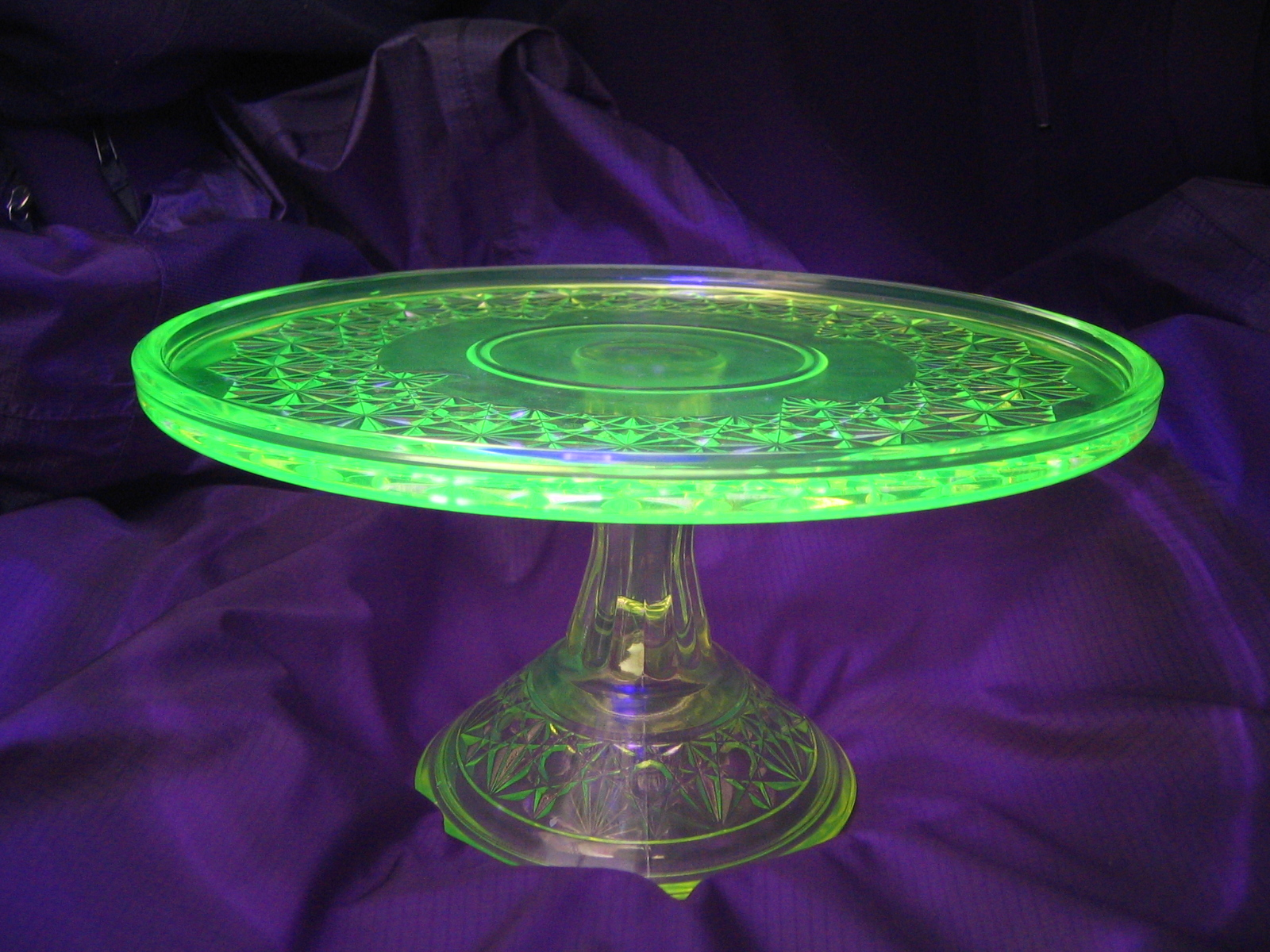
Szkło uranowe w oświetleniu UV

Pierwsze połączenie masy szklanej z naturalnym tlenkiem uranu było prawdopodobnie dziełem przypadku. Najstarsze zachowane wyroby ze szkła zabarwionego uranem powstały u schyłku pierwszego stulecia naszej ery – na ten czas datuje się mozaikę zawierającą żółte szkło z jednoprocentową zawartością tlenku uranu, odkrytą w 1912 roku w rzymskiej willi na przylądku Posillipo w Zatoce Neapolitańskiej przez R. T. Gunthera z Uniwersytetu Oksfordzkiego.
Siedemnaście wieków później, świadomym odkrywcą szkła uranowego stał się niemiecki chemik Martin Klaproth. Podczas eksperymentów z nowo odkrytym (1789) w blendzie smolistej tlenkiem uranu, dodał ten związek do szkła jako czynnik barwiący. Klaproth mógł się przy tym kierować doniesieniami o odkrytych znacznie wcześniej barwiących właściwościach rud uranu. Były one bowiem traktowane jako zanieczyszczenie wydobywanych w czeskich Rudawach rud srebra i przez stulecia składowano je na hałdach, gdzie nabierały z upływem czasu żywych, rzucających się w oczy barw.
Dzięki pierwszym udanym próbom wykorzystania rud uranu w charakterze barwnika, wcześniejszy odpad kopalniany stał się przedmiotem zainteresowania przemysłu. W oparciu o kopalnie rejonu Jachymowa w Czechach wybudowano tam pierwszą wytwórnię barwnika uranowego. Znaczącą rolę w jej uruchomieniu odegrał czeski chemik i metalurg Adolf Patera. Wyroby fabryki szybko znalazły zbyt. Równocześnie zaczęło rosnąć zapotrzebowanie na barwniki, a w związku z tym również cena rudy uranowej. Jasnozielone, barwione uranem szkło, stało się w połowie XIX wieku modnym i poszukiwanym towarem. Pierwszym większym producentem wykonywanych z niego wyrobów został Josef Riedel, działający w czeskiej miejscowości Dolní Polubný, gdzie w 1847 roku uruchomiono hutę szkła. W latach czterdziestych XIX wieku wiele innych hut w Europie zaczęło produkować przedmioty ze szkła uranowego, wprowadzając przy tym nowe jego odmiany. Huta w Baccarat we Francji wyprodukowała nieprzezroczyste, jasnozielone szkło uranowe o wyglądzie przypominającym chryzopraz. Tak też nazwano nowy rodzaj szkła. Pod koniec XIX wieku odkryto również białe, nieprzezroczyste szkło wazelinowe, otrzymywane w wyniku hartowania i częściowej krystalizacji szkła uranowego.

## Aktywność promieniotwórcza
Dawniej wszystkie stosowane do barwienia szkła związki uranu miały naturalny skład izotopowy – a zatem zawierały ok. 1% izotopu 235U. Obecnie do produkcji szkła uranowego stosuje się jedynie uran zubożony (będący odpadem przy produkcji uranu wzbogaconego). W obu przypadkach aktywność promieniotwórcza kilograma wyrobów szklanych zawierających przykładowo 2% masy uranu jest porównywalna z naturalną aktywnością promieniotwórczą kilku kilogramów granitu.
Choć taki stopień promieniotwórczości wystarcza do zauważalnego wzrostu zliczeń licznika Geigera, to jednak przedmioty ze szkła uranowego uważa się za nieszkodliwe i pomijalnie słabo radioaktywne.